# Arthit Kansangwet
Arthit Kansangwet (thailändisch อาทิตย์ การสังเวชน์, * 22. Juli 1998 in Chon Buri) ist ein thailändischer Fußballspieler.

## Verein
Arthit Kansangwet spielt seit seiner Jugend für den Erstligisten Chonburi FC. Die Saison 2016 wurde er an den Drittligisten Phanthong FC verliehen. Von 2017 bis 2018 absolvierte er mit Chonburi vier Spiele in der ersten Liga. 2019 wurde er für zwei Spielzeiten nach Bangkok zum Zweitligisten Kasetsart FC ausgeliehen. Für den Hauptstadtverein bestritt er 18 Zweitligaspiele. Nach der Ausleihe kehrte er nach Chonburi zurück. Hier wurde sein Vertrag jedoch aufgelöst.

## Nationalmannschaft
Mit der thailändischen U-19-Auswahl gewann Arthit Kansangwet 2015 die Südostasienmeisterschaft. Beim Turnier in Laos kam er in fünf von sechs Partien zum Einsatz.

## Erfolge
- U-19-Südostasienmeister: 2015